# باشگاه فوتبال دوایزس تاون
باشگاه فوتبال دوایزس تاون (به انگلیسی: Devizes Town Football Club) یک باشگاه فوتبال در شهر دوایزس، کشور انگلستان است که در سال ۱۸۸۴ میلادی تأسیس شده‌است.